# Соколовский сельский совет (Бучачский район)
Соколовский сельский совет (укр. Соколівська сільська рада) — входит в состав
Бучачского района
Тернопольской области
Украины.
Административный центр сельского совета находится в 
с. Соколов.

## История
- 1939 — дата образования.

## Населённые пункты совета
- с. Соколов